# 聖母子とアレクサンドリアの聖カタリナ、洗礼者ヨハネ (パルマ・イル・ヴェッキオ)
『聖母子とアレクサンドリアの聖カタリナ、洗礼者ヨハネ』（せいぼしとアレクサンドリアのせいカタリナ、せんれいしゃヨハネ、伊: Madonna col Bambino e i santi Caterina d'Alessandria e Giovanni Battista, 英: Madonna and Child with Saints Catherine of Alexandria and John the Baptist）は、ルネサンス期のヴェネツィア派の画家パルマ・イル・ヴェッキオが1527年から1528年頃に制作した宗教画である。油彩。キリスト教絵画のジャンルである「聖会話」を主題としている。パルマ・イル・ヴェッキオの最晩年の作品で、牧歌的な風景の中に聖母子と2人の男女の聖人を描いている。イングランド国王チャールズ1世に所有されたことが知られているが、国王がどのような経緯で入手したのかは不明である。現在はイギリスのロイヤル・コレクションとしてバークシャー州ウィンザーにあるウィンザー城に所蔵されている。

## 作品
牧歌的な風景の中で座った聖母子およびアレクサンドリアの聖カタリナと洗礼者ヨハネが描かれている。画面左の聖母マリアは幼児のイエス・キリストを画面右の2人の聖人に向かって差し出している。聖カタリナは殉教者であることを示すアトリビュートの破壊された車輪の破片に右手を置いている。一方でひざまずいた洗礼者ヨセフは葦の十字架を携え、幼児キリストに差し出すために子羊を両手で抱えるように持っている。2人の聖人の視線のやり取りは強烈である。象徴的なのは幼児キリストの態度であろう。幼児キリストはまるで受難の運命を象徴する子羊の受け取りを嫌がるかのように不安げに背後の聖母を振り返っている。色彩は鮮やかであり、とりわけ聖カタリナの衣服の鮮やかな青とゴールデンオレンジ、そして首と金髪の筆触は印象的である。
牧歌的な田園風景はヴェネツィア派の特色であり、パルマ・イル・ヴェッキオは詩的で陽光に照らされた風景の中で人物像を再構成しながら様々なバリエーションを生み出した。これらの「聖会話」は教会の壮大な祭壇画としてではなく、個人的な信仰心のためにヴェネツィアの中流階級から非常に求められた。

### 構図
洗礼者ヨハネの図像はすでに画家の以前の2つの絵画、美術史美術館所蔵の1520年から1522年頃の『聖母子とアレクサンドリアの聖カタリナ、聖ケレスティヌス、洗礼者ヨハネ、聖バルバラ』（Madonna con Bambino tra i santi Caterina e Celestino e Giovanni Battista e Barbara）と、グラスゴー美術館所蔵の1523年から1526年頃の『聖母子と洗礼者ヨハネ、聖ペトロ、女性聖人』（Madonna con Bambino e i santi Giovanni Battista, Pietro e una santa）に登場している。しかし3度目である本作品での洗礼者ヨハネの図像は最も成功している。美術史家フィリップ・ライランズ（Philip Rylands）によると、幼児キリストのポーズはフェルトレのサント・ステファノ教会のために描かれたロレンツォ・ルッツォの『玉座の聖母子と聖ステファノス、聖リベラリス』（Madonna col Bambino in trono con santi Stefano e Liberale）に由来する。パルマ・イル・ヴェッキオがこの絵画から受けた影響は晩年にヴィチェンツァのサント・ステファノ教会のために制作した祭壇画『玉座の聖母子と諸聖人』（Madonna col Bambino in trono e Santi）でも明らかである。構図は以前の「聖会話」作品と比較するとコンパクトにまとめられ、焦点が絞られたものとなっている。大まかに描かれたひだや柔らかく移行する平面は美術史美術館の絵画に見る細心の注意を払った様式や鮮明なひだとは対照的である。衣服の豊かな広がりは同じく晩年に制作されたサンタ・マリア・フォルモーザ教会の『聖バルバラの多翼祭壇画』（Polittico di Santa Barbara）の聖バルバラを彷彿とさせる。

### 保存状態
板絵は王室コレクションに入ったときに薄くされ、針葉樹材の薄板およびオーク材の裏板と合板され、チャールズ1世の刻印が押された。この複雑かつ精巧な処理は当時としては非常に珍しいものである。木目に沿って確認できる絵具の損失はおそらくこの初期の修復によって生じた。画面は絵具層の上層が下層よりも早く乾燥したことによるひび割れが全体にわたって生じているが、鮮やかな色彩とその配色はほぼ完全に残されている。

### 帰属
帰属については19世紀にティツィアーノ・ヴェチェッリオに帰属されていたが、それ以外はパルマ・イル・ヴェッキオの作品と考えられており、一般に画家の晩年の優れた真筆画として認められている。

## 来歴
絵画は1629年までに国王チャールズ1世のコレクションに収蔵された。1639年にはホワイトホール宮殿の閣議室で記録されている。おそらくチャールズ1世処刑後の1650年3月22日にセント・ジェームズ宮殿から肖像画家ジョン・バティスト・ガスパールに225ポンドで売却された。王政復古時に回収され、1666年にホワイトホール宮殿で記録された。

## ギャラリー
関連作品

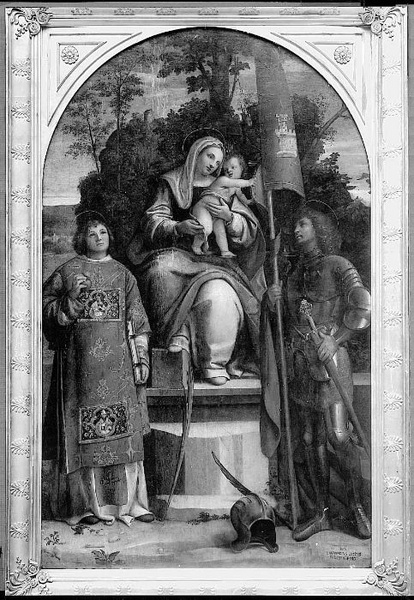
ロレンツォ・ルッツォ『玉座の聖母子と聖ステファノス、聖リベラリス』1511年 ベルリン絵画館所蔵
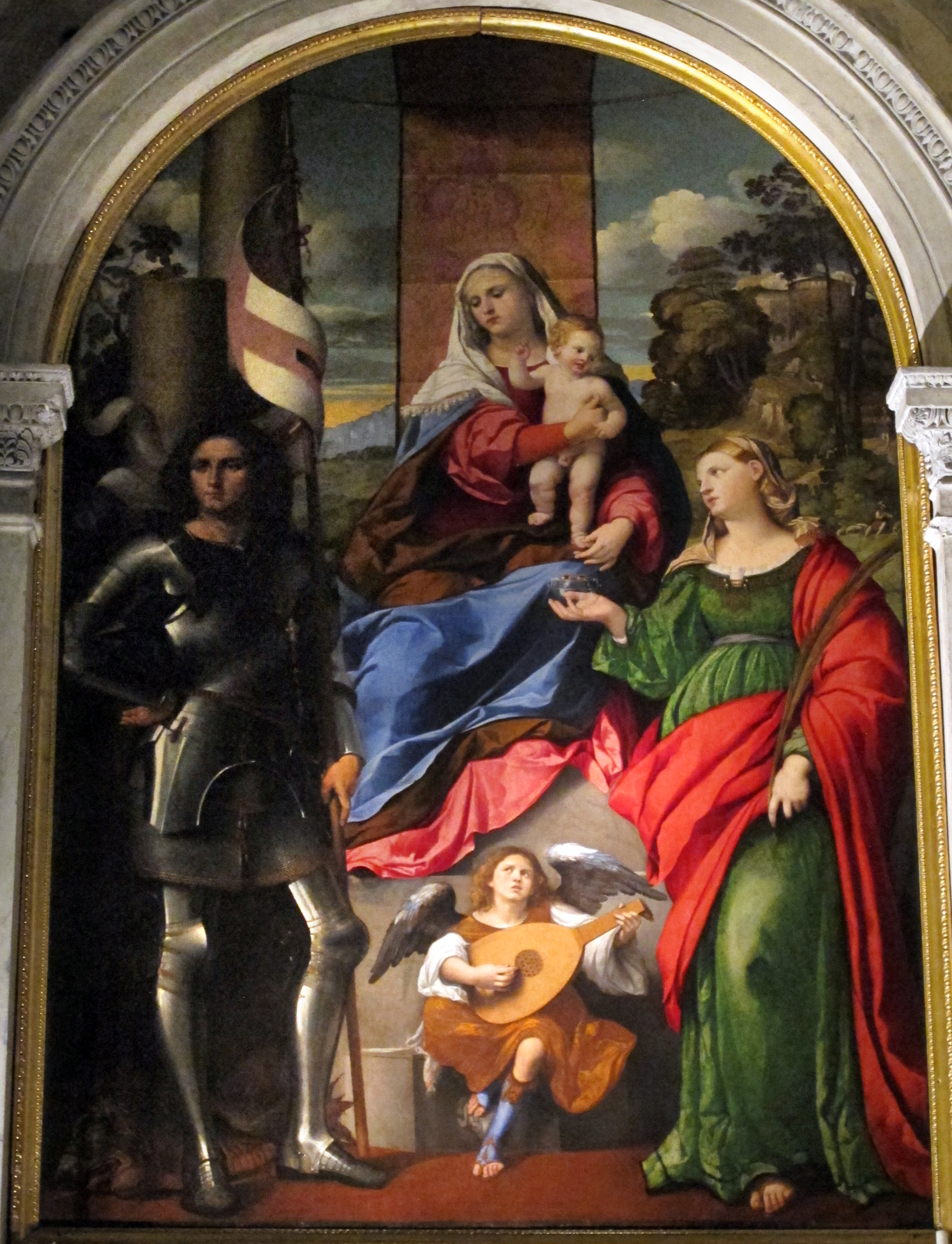
パルマ・イル・ヴェッキオ『玉座の聖母子と諸聖人』1527年-1528年頃 サント・ステファノ教会（イタリア語版）所蔵
パルマ・イル・ヴェッキオ『聖バルバラの多翼祭壇画』1524年-1525年頃 サンタ・マリア・フォルモーザ教会（英語版）所蔵

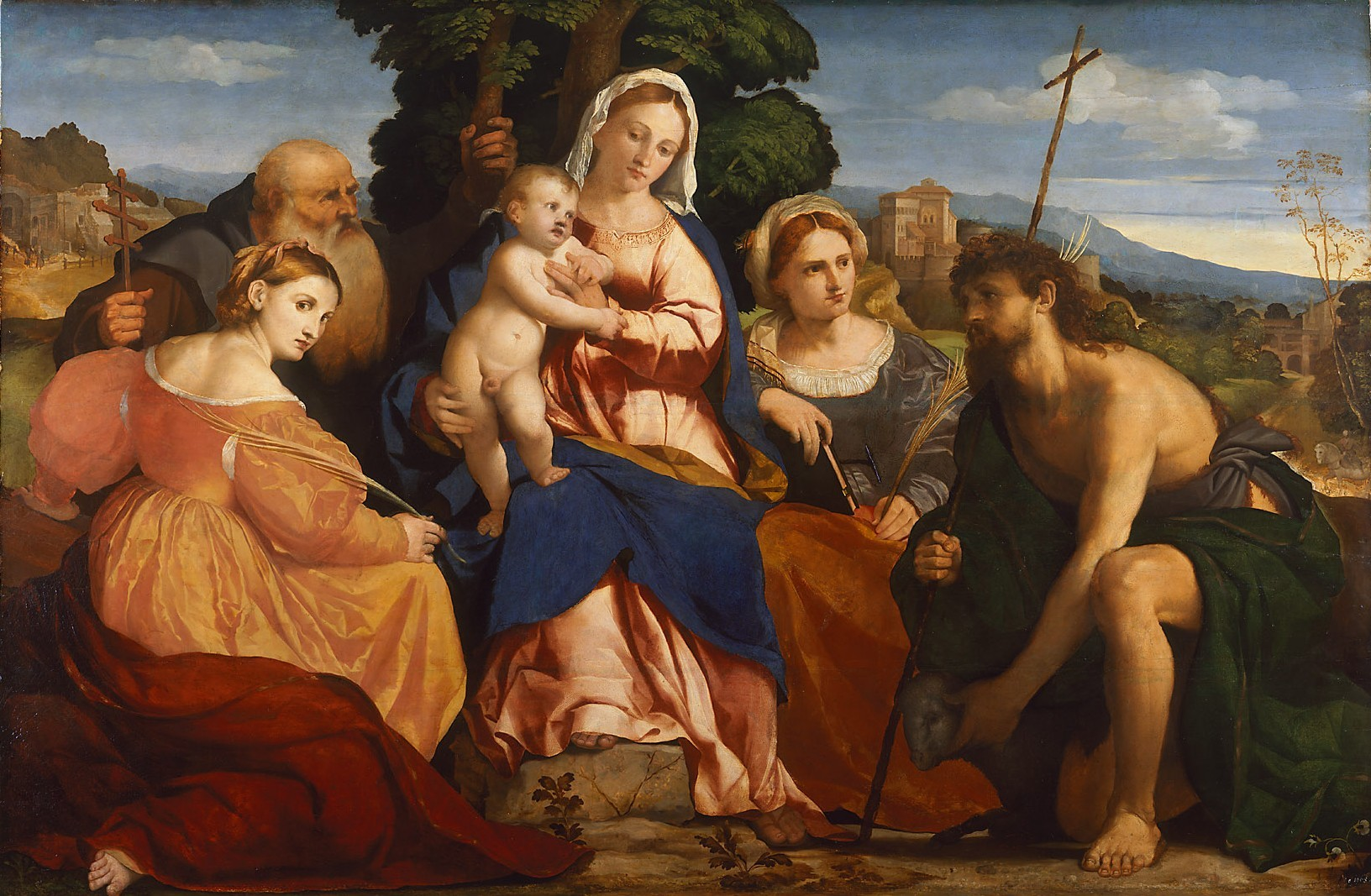
パルマ・イル・ヴェッキオ『聖母子とアレクサンドリアの聖カタリナ、聖ケレスティヌス、洗礼者ヨハネ、聖バルバラ』1520年-1522年頃 美術史美術館所蔵
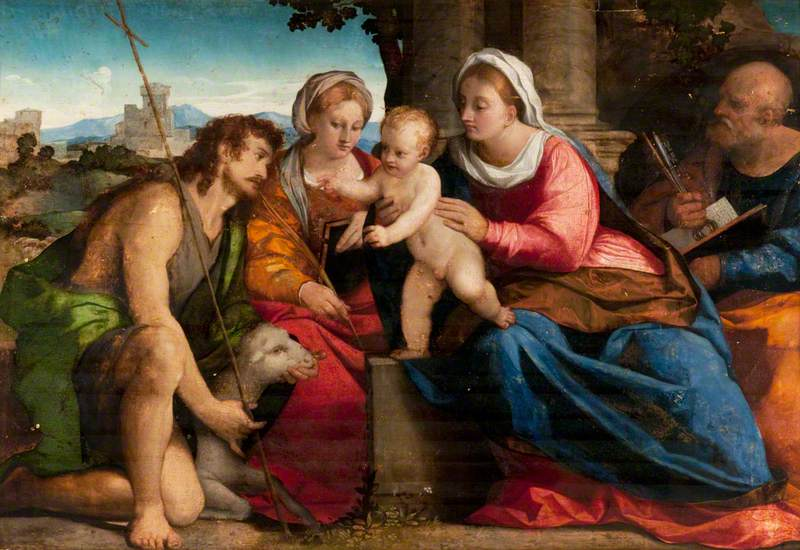
パルマ・イル・ヴェッキオ『聖母子と洗礼者ヨハネ、聖ペトロ、女性聖人』1523年-1526年頃 グラスゴー美術館所蔵
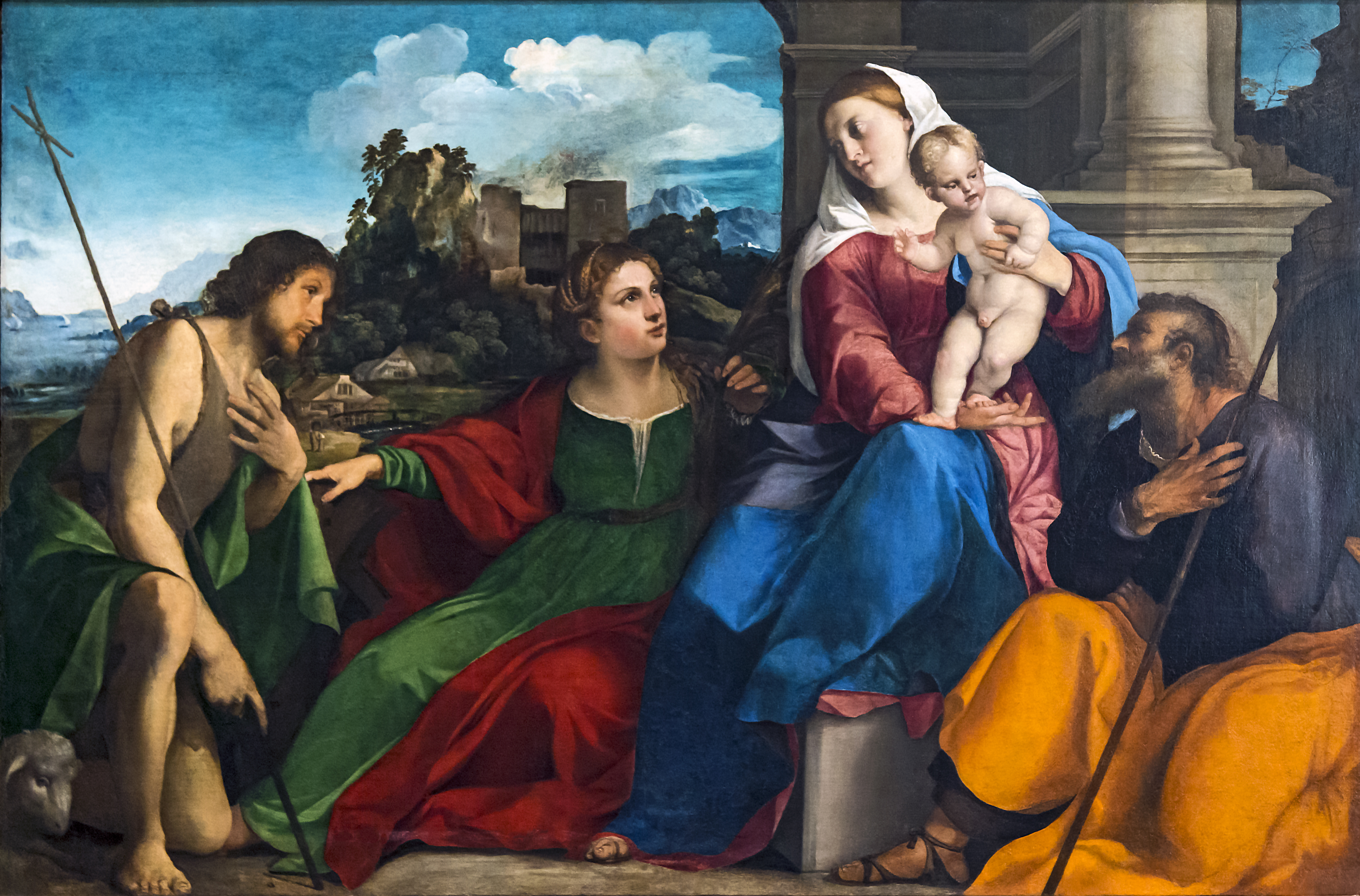
パルマ・イル・ヴェッキオ『聖家族と洗礼者聖ヨハネ、アレクサンドリアの聖カタリナ』1525年頃 アカデミア美術館所蔵